# Дэвис, Теренс
Те́ренс Дэ́вис (англ. Terence Davies, 10 ноября 1945, Ливерпуль, Англия, Великобритания — 7 октября 2023, Мистли, Эссекс) — британский режиссёр, сценарист и писатель. Являлся единственным сценаристом всех своих фильмов.

## Ранние годы
Дэвис родился в Ливерпуле в семье рабочих, был самым младшим ребёнком из десяти детей. Благодаря его глубоко религиозной матери был воспитан в русле католической традиции, но позднее отверг религию и стал считать себя атеистом.

## Карьера
После окончания школы в шестнадцать лет он в течение десяти лет работал в качестве клерка в конторе, занимающейся доставкой грузов, а также в качестве неквалифицированного бухгалтера. Прежде чем покинуть Ливерпуль, посещал театральное училище в Ковентри. Находясь там, он написал сценарий, который в будущем стал основой для его первой автобиографической короткометражки Дети (1976). После такого «введения» в кинопроизводство Дэвис идёт в Национальную Школу Кино, где снимает Мадонну с младенцем (1980), продолжение истории alter ego Дэвиса, Роберта Такера. Три года спустя он завершает трилогию фильмом Смерть и просветление (1983), в котором он выстраивает гипотезу обстоятельств своей смерти. Эти три работы в дальнейшем участвуют в различных кинофестивалях в Европе и США под названием Трилогия Теренса Дэвиса, где получают множество наград.
Дэвис, который являлся геем, часто исследовал гей-темы в своих фильмах.
В связи с трудностями финансирования и отказом Дэвиса идти на компромисс, было выпущено только восемь полнометражных художественных фильмов. Несмотря на такой скромный результат, репутация Дэвиса среди критиков и исследователей кино неуклонно росла, и он считался «величайшим из ныне живущих режиссёров Великобритании».

## Смерть
Теренс Дэвис скончался 7 октября 2023 года у себя дома в Эссексе после непродолжительной болезни.

## Фильмография
- Дети (1976 — короткометражный)
- Мадонна с младенцем (1980 — короткометражный)
- Смерть и просветление (1983 — короткометражный)
- Трилогия Теренса Дэвиса (1983 — фильм-антология)
- Далекие голоса, тихая жизнь (1988)
- Конец долгого дня (1992)
- Неоновая библия (1995)
- Обитель радости (2000)
- Время и Город (2008 — документальный)
- Глубокое синее море (2011)
- Песнь заката (2015)
- Тихая страсть (2016)
- Но почему? (2021 — короткометражный)
- Благословление (2021)
- Уходящее время (2023 — короткометражный)